# Faworyt Łubnie
Faworyt Łubnie – ukraiński męski klub siatkarski z miasta Łubnie w obwodzie połtawskim założony w 2005 roku. Od sezonu 2010/2011 występował w najwyższej klasie rozgrywek ligowych na Ukrainie.

## Rozgrywki krajowe
| Sezon     | Rozgrywki        | Osiągnięcie |
| --------- | ---------------- | ----------- |
| 2007/2008 | Wyszcza liha "B" | 2. miejsce  |
| 2009/2010 | Wyszcza liha     | 3. miejsce  |
| 2010/2011 | Superliha        | 8. miejsce  |

## Rozgrywki międzynarodowe
Klub Faworyt Łubnie nie występował dotychczas w europejskich pucharach.

## Sukcesy
Liga ukraińska:
- 2012, 2013, 2014

## Trenerzy
- Andrij Tkaczuk (m.in w 2016)[1]

## Kadra w sezonie 2010/2011
- Pierwszy trener:  Serhij Sosnіn
- Drugi trener:  Jurіj Ołeksіjowycz

| Nr | Imię i nazwisko          | Data ur. | Wzrost | Pozycja      |
| -- | ------------------------ | -------- | ------ | ------------ |
| 1  | Rusłan Trofіmow          | 1986     | 198    | środkowy     |
| 2  | Denys Zuj                | 1979     | 188    | libero       |
| 3  | Ołeksandr Nowhorodczenko | 1975     | 192    | przyjmujący  |
| 4  | Maksym Krawczenko        | 1975     | 192    | rozgrywający |
| 5  | Ołeksandr Riabko         | 1986     | 195    | rozgrywający |
| 7  | Serhij Diakow            | 1985     | 192    | uniwersalny  |
| 8  | Serhij Kyryłenko         | 1986     | 201    | atakujący    |
| 9  | Pawło Peretiat'ko        | 1976     | 195    | środkowy     |
| 10 | Dmytro Melnyk            | 1987     | 191    | rozgrywający |
| 11 | Serhij Ponomarenko       | 1985     | 195    | atakujący    |
| 12 | Serhij Hawryłow          | 1986     | 195    | przyjmujący  |
| 13 | Andrij Perepadia         | 1985     | 200    | środkowy     |